# انجیلان (ماسال)
انجیلان ، روستایی از توابع بخش شاندرمن شهرستان ماسال در استان گیلان ایران است.

## جمعیت
این روستا در دهستان شاندرمن قرار دارد و براساس سرشماری مرکز آمار ایران در سال ۱۳۸۵، جمعیت آن ۲۰۸ نفر (۵۳خانوار) بوده‌است.